# Oleg Kononow
Oleg Gieorgijewicz Kononow (ros. Олег Георгиевич Кононов, biał. Алег Георгіевіч Конанаў, Aleh Hieorhijewicz Konanau; ur. 23 marca 1966 w Kursku) – rosyjski piłkarz występujący na pozycji obrońcy lub pomocnika, trener piłkarski.

## Kariera klubowa
W 1984 roku, w trakcie odbywania służby wojskowej w mieście Lida, zgłosił się na testy do Iskry Smoleńsk i został umieszczony w zespole rezerw. W 1986 roku przeszedł do Dniapro Mohylew (Druga Liga ZSRR). Występował też w zespołach Zoria Woroszyłowgrad, KIM Witebsk. W sezonie 1992/93 bronił barw niemieckiego półzawodowego zespołu SGV Freiberg. Potem powrócił do Witebska, gdzie grał w klubach Lakamatyu i Dźwina. Podczas przerwy zimowej sezonu 1994/95 podpisał kontrakt z Ruchem Chorzów, stając się pierwszym obcokrajowcem w historii klubu. Po spadku Ruchu z I ligi powrócił do ojczyzny, gdzie został piłkarzem Naftana Nowopołock. Ostatnim jego klubem była Tarpieda Mińsk, w której zakończył karierę piłkarską w 1999 roku.

## Kariera trenerska
W początkach kariery trenerskiej pracował jako asystent Anatola Jurewicza w Tarpiedzie Mińsk, Lakamatyu Mińsk oraz Metałurhu Zaporoże. W latach 2005–2008 kierował akademią piłkarską Sheriffa Tyraspol oraz pracował w sztabie szkoleniowym zespołu seniorów. W 2008 roku zatrudniony jako trener Karpat Lwów. 18 października 2011 z powodu nieudanego startu drużyny w mistrzostwach jego kontrakt rozwiązano. 20 stycznia 2012 objął stanowisko dyrektora generalnego w FK Sewastopol. 12 czerwca 2012 objął stanowisko głównego trenera FK Sewastopol. 11 sierpnia 2013 odszedł do FK Krasnodar, z którym dotarł do finału Pucharu Rosji 2013/14 i 1/16 finału Ligi Europy 2015/16. W 2017 roku trenował Achmat Grozny, a w 2018 roku Arsienał Tuła. 12 listopada 2018 rozwiązał umowę z Arsienałem i podpisał kontrakt ze Spartakiem Moskwa, którym kierował do 29 września 2019. 5 lutego 2020 objął Riga FC.

## Życie prywatne
Jest absolwentem Smoleńskiego Instytutu Wychowania Fizycznego. W drugiej połowie lat 90. uzyskał obywatelstwo Białorusi.

## Sukcesy
- trener sezonu Priemjer-Ligi: 2014/15[7]